# Hari (rivier)
De Hari (Perzisch: هریرود , Dari:  هری رود, Pasjtoe: د هري سیند) ook Herat, Tejen, Gerrud of Harirud, is een rivier van 1.100 km die loopt van de bergen van centraal Afghanistan tot Turkmenistan, waar het de Tejen-oase vormt en verdwijnt in de Karakum-woestijn. In zijn benedenloop vormt de rivier het noordelijke deel van de grens tussen Afghanistan en Iran en het zuidoostelijke deel van de grens tussen Turkmenistan en Iran. In Turkmenistan staat de Hari bekend als de Tejen of Tedzjen en stroomt vlak langs de stad Tejen. 
De naam van de rivier is afgeleid van het Oudperzische Harawaiah, "rivier rijk aan water". 
Het gemiddelde jaarlijkse debiet van de Hari Rud bedraagt ongeveer 55 m³/s, maar tijdens een voorjaarsoverstroming in 1939 liep de afvoer op tot 1090 m³/s. 
In 2000 droogde de rivier volledig op tijdens een droogte van tien maanden. 

## Geschiedenis
Eén theorie suggereert dat de Sarayu uit de Rigveda en de Hari dezelfde rivier zijn. Bij de oude Grieken stond ze bekend als de Arius, in het Latijn als de Tarius.
In de eerste eeuwen van het boeddhisme bestond er een klooster dat in de rotswand van de Harirud was uitgehouwen. De kunstmatige grotten gaven getuigenissen van het dagelijkse leven van de boeddhistische monniken. 

## Loop
De rivier ontspringt in het oostelijke deel van de provincie Ghowr in de Koh-i-Baba, dat deel uitmaakt van het Hindoekoesj-systeem, en volgt een relatief rechte route naar het westen.
Ongeveer 200 km stroomopwaarts van Herat, bij Jam, bevindt zich de minaret van Jam, met 65 m de op één na hoogste antieke minaret ter wereld.
In het westen van Afghanistan stroomt de Hari Rud ten zuiden van Herat. De vallei rond Herat met het Paropamisus-gebergte (Selseleh-ye Safēd Kōh) aan de rechteroever van de rivier was historisch beroemd om zijn vruchtbaarheid en dichte landbouw. Na Herat buigt de rivier af naar het noordwesten en vervolgens naar het noorden, en vormt zo het noordelijke deel van de grens tussen Afghanistan en Iran. Verder naar het noorden vormt het het zuidoostelijke deel van de grens tussen Iran en Turkmenistan. De Iran-Turkmenistan Vriendschapsdam ligt in de rivier. 
De Afghanistan-India Vriendschapsdam (Salma-Dam) is een waterkracht- en irrigatiedamproject aan de Hari Rud in het district Chishti Sharif van de provincie Herat in het westen van Afghanistan.
De Pulkhatyn-brug is een ongebruikte stenen brug met vijf bogen in de provincie Ahal van Turkmenistan, ongeveer 2 km ten noorden van de Iran-Turkmenistan Vriendschapsdam. Pulkhatyn betekent "rijke vrouw". In de Turkmeense overlevering was de beheerder van de brug een vrouw die een fortuin verdiende door alle reizigers tol te laten betalen. Alexander de Grote had naar verluidt geweigerd deze vergoeding te betalen en stak verder stroomafwaarts over. 
De rivier eindigd in de Tejen-oase, de locatie van meerdere oude steden uit de bronstijd.
- Library of Congress Control Number: sh89001952
- Nationale Bibliotheek van Israël: 987007544168605171